# Musculus semispinalis dorsi

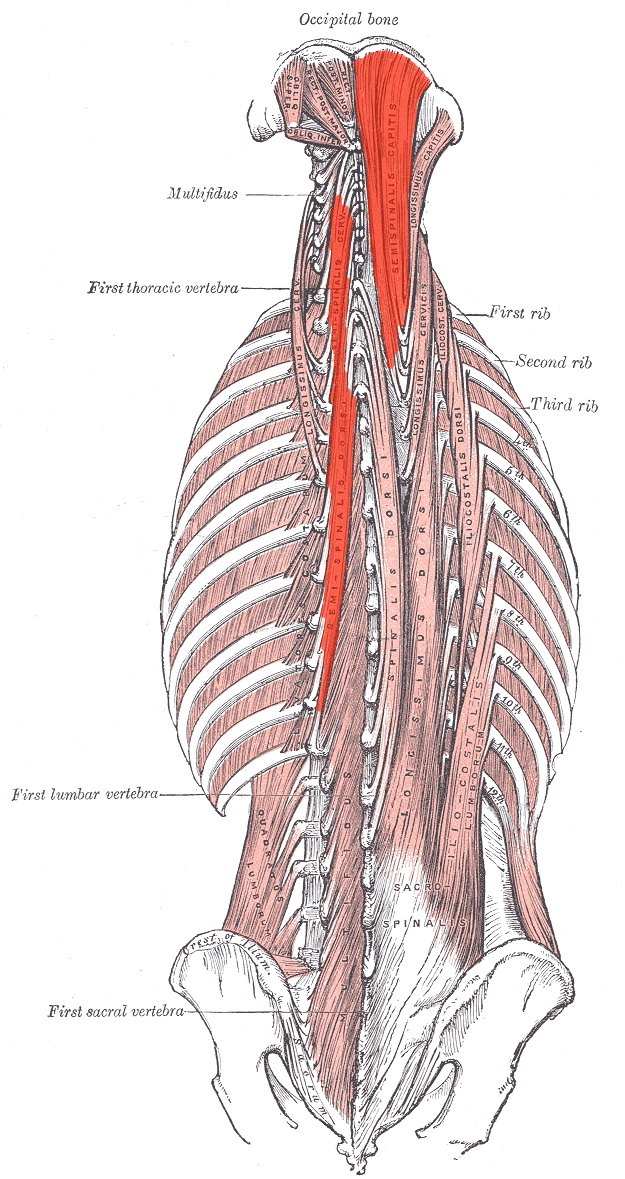
A hát mély izmai (a vörössel jelöltek közül legalul látható izom a semispinalis dorsi)

A musculus semispinalis dorsi egy hosszúkás izom az ember hátában.

## Eredés, tapadás, elhelyezkedés
A VI.-XII. hátcsigolyák processus transversus vertebrae-ről ered. A felső hátcsigolyaák és az alsóbb nyakcsigolyák processus spinosus vertebrae-én tapad.

## Funkció
Feszíti a nyakat és a fejet. Forgat, stabilizál.

## Beidegzés, vérellátás
A ramus posterior nervi spinalis idegzi be. Az aorta muscularis ágai látják el vérrel.

## Külső hivatkozások
- Kép
- Leírás
- Kép